# Piazze (Artogne)
Piazze è una frazione del comune di Artogne, in bassa Val Camonica, provincia di Brescia.

## Storia
La piccola frazione montana di Artogne deriva da un nucleo antico facente capo alle case Pedri, Cotti e Negri.

## Monumenti e luoghi d'interesse

### Architetture religiose
Le chiese di Piazze sono:
- Parrocchiale di Santa Maria della Neve, rifacimento di una precedente chiesa cinquecentesca, è stata ultimata nel 1760.

## Società

### Tradizioni e folclore
Gli scütüm sono nei dialetti camuni dei soprannomi o nomiglioli, a volte personali, altre indicanti tratti caratteristici di una comunità. Quello che contraddistingue gli abitanti di Piazze è  Màgoch, ovvero dal gozzo pronunciato, poiché molti erano affetti da ipertiroidismo.